# Malou Lovis Kreyelkamp
Malou Lovis Kreyelkamp (* 1999 in Wettringen) ist eine deutsche Popsängerin. Sie wurde 2023 Siegerin der 13. Staffel der Castingshow The Voice of Germany.

## Karriere
Von 2020 bis 2023 veröffentlichte Kreyelkamp vier Singles bei den Musikstreaming-Diensten.

### Teilnahme anThe Voice of Germany2023
2023 nahm Kreyelkamp im Alter von 24 Jahren an der 13. Staffel von The Voice of Germany teil. Mit ihrer Interpretation des Songs The Rainbow Connection von Jim Henson aus dem Muppet Movie überzeugte sie in den Blind Auditions alle vier Coaches und schloss sich dem Team von Bill Kaulitz und Tom Kaulitz an, nach dem diese durch die Nutzung der neuen „Block“-Funktion Ronan Keating blockiert hatten. In den folgenden Runden wurde sie in den Battles durch ihre Coaches, in den Teamfights durch das neutrale Saalpublikum und im Halbfinale durch das Fernsehpublikum weitergewählt.
Im Finale trat sie mit dem britischen Sänger James Blunt in einem Duett seines Songs All the Love That I Ever Needed sowie mit ihrem eigenen Song Glacier Rivers auf. Sie siegte mit ~29 % der Zuschauerstimmen und setzte sich erfolgreich gegen die anderen vier Finalteilnehmer durch. Noch vor der offiziellen Titelverkündung wurde Malou von den Kaulitz-Brüdern spontan als Gastsängerin eingeladen, die Europatournee von Tokio Hotel 2025 zu begleiten.
| Blind Auditions      | Rainbow Connection von Jim Henson                  | 6. Oktober 2023   | Alle vier Coaches (Giovanni Zarrella, Bill Kaulitz & Tom Kaulitz, Shirin David und Ronan Keating) drehten sich um; sie wählte das Team Bill & Tom. |
| Battles              | Everytime von Britney Spears                       | 22. Oktober 2023  | Sie setzte sich gegen Luna Cavari durch und wurde von ihren Coaches weitergewählt.                                                                 |
| Teamfights           | Don't Watch Me Cry von Jorja Smith                 | 24. November 2023 | Sie wurde vom neutralen Saalpublikum über die Hotseats weitergewählt.                                                                              |
| Liveshow: Halbfinale | People Help the People von Cherry Ghost            | 1. Dezember 2023  | Sie wurde vom Fernsehpublikum weitergewählt. |
| Liveshow: Finale     | Glacier Rivers von Malou Lovis Kreyelkamp          | 8. Dezember 2023  | Siegerin (Sie wurde vom Fernsehpublikum mit ~29 % der Stimmen gewählt.)                                                                            |
| Liveshow: Finale     | All the Love That I Needed von und mit James Blunt | 8. Dezember 2023  | Siegerin (Sie wurde vom Fernsehpublikum mit ~29 % der Stimmen gewählt.)                                                                            |

Ihre eigene Single Glacier Rivers wurde im Anschluss an die Sendung, gemeinsam mit den Singles aller anderen Halbfinalteilnehmer, auf den Musikstreaming-Diensten veröffentlicht. Durch ihren Sieg bekam sie die Möglichkeit, einen Plattenvertrag beim Label Embassy of Music zu unterschreiben.

### Ab 2024
Mit ihrem Lied Twenty-Five hatte Malou Lovis einen Gastauftritt bei der 14. Staffel von The Voice of Germany im Winter 2024.
Anfang 2025 veröffentlichte Malou Lovis zwei EPs, Want It Back und Black Suits and Misery, und im März 2025 ihr erstes Album things I wrote down last night. Seit März 2025 tritt Malou Lovis als Support-Act von Tokio Hotel auf deren Europatournee auf. Der Start ihrer eigenen Things I wrote down last night-Tour ist für September 2025 angekündigt.

## Persönliches
In ihrer Single Glacier Rivers thematisiert Kreyelkamp ihr Coming-out. In dem Song richtet sie sich an ihr jüngeres Ich, das sich damals nicht eingestehen wollte, Frauen zu lieben. Sie möchte damit allen, die sich ähnlich fühlen, Mut machen, zu sich selbst zu stehen.
Sie lebt in Köln.

## Diskografie
Singles
- 2020: Vielleicht (mit Greta Marvie)
- 2020: Song of the Ocean
- 2023: Wind Blows (mit Jan Benkest und NZ6)
- 2023: How They Know (mit Jan Benkest)
- 2023: Glacier Rivers
- 2024: Insecure
- 2024: Twenty-Five
- 2024: Step By Step
- 2025: Want It Back

EPs
- 2025: Want It Back
- 2025: Black Suites and Misery

Alben
- 2025: things I wrote down last night